# Amblainville
Amblainville je francouzská obec v departementu Oise v regionu Hauts-de-France. V roce 2011 zde žilo 1 732 obyvatel.

## Sousední obce
Arronville (Val-d'Oise), Berville (Val-d'Oise), Bornel, Esches, Fosseuse, Hénonville, Méru, Villeneuve-les-Sablons

## Vývoj počtu obyvatel
Počet obyvatel 